# Parafia św. Maksymiliana Marii Kolbego w Wolicy-Tokarni
Parafia św. Maksymiliana Marii Kolbego w Wolicy-Tokarni – parafia rzymskokatolicka, znajdująca się w diecezji kieleckiej, w dekanacie chęcińskim.